# Amore lontano
Amore lontano è un libro scritto da Sebastiano Vassalli nel 2005, distribuito dalla casa editrice Einaudi.
Il titolo è un'espressione utilizzata da Jaufré Rudel. Come il poeta provenzale dedicava poesie a donne mai viste (poesie di Amore lontano), così Vassalli dedica questo libro ai poeti più importanti della storia europea.

## Trama

### La notte e le storie

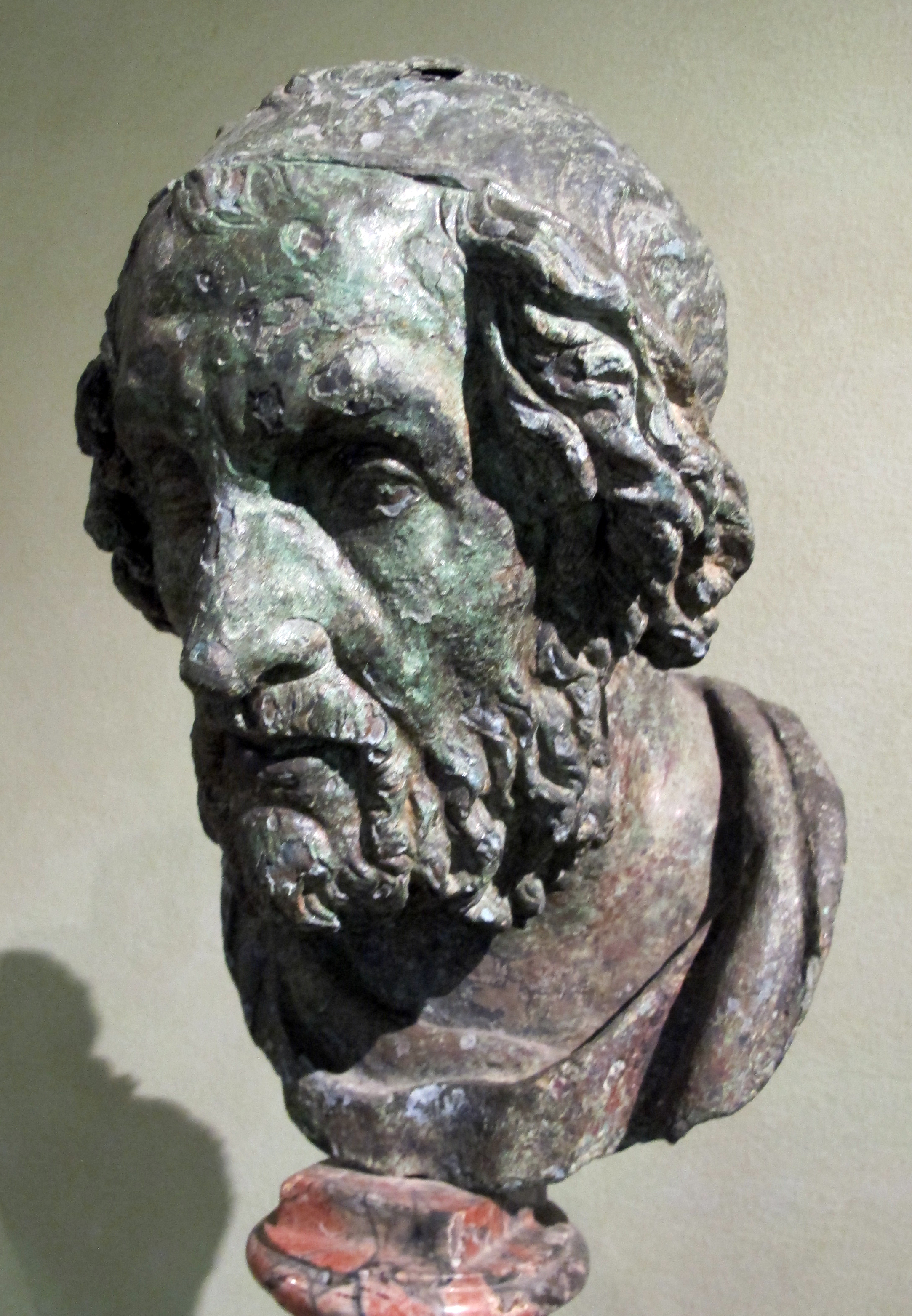
Bronzi della meloria, Omero

Omero fu il più antico di tutti gli aedi. Questi, ciechi, erano dotati di una seconda vista, che permetteva loro di inventare, elaborare e mettere in musica storie epiche in maniera magistrale. Omero nasce a Chio,vive per le strade; i suoi occhi sono vacui, ha capelli incolti e la barba lunga. La sua guida si chiamava Lica. La vita di Omero è difficile da ricostruire: non si sa neanche se sia esistito veramente né come sia morto. L'ipotesi più accreditata è questa: sarebbe stato abbandonato da Lica su un dirupo, derubandolo dei pochi spiccioli. Omero, cercando aiuto, perse il bastone, cadde e morì.

### L'uomo che parlava nelle assemblee
Qoelet è un autore laico, ebreo. Gli studiosi non sanno identificarlo con una persona ben precisa. Alcuni sostengono che fosse il re Salomone, per la sua loquacità – per questo viene chiama "l'uomo che parlava nelle assemblee"; altri lo collocano cinquecento anni dopo. Si sa soltanto che vive nella Palestina fertile descritta nel Pentateuco. Lui sostiene che la religione è l'unico fattore che tiene unita la cittadinanza ebrea. Infatti nelle assemblee si trova sempre in mezzo a due fazioni opposte: i conservatori e gli innovatori. Lui rimaneva in una posizione neutrale. Aveva una visione pessimista del mondo: l'unica cosa certa è la morte e il male trionferà sempre sul bene; Yahweh è l'unico responsabile del divenire delle cose. Era un uomo molto apprezzato perché al termine dei suoi discorsi pronunciati durante le assemblee veniva sempre acclamato da tutto il popolo.

### Lacrime delle cose e onnipotenza della Fama

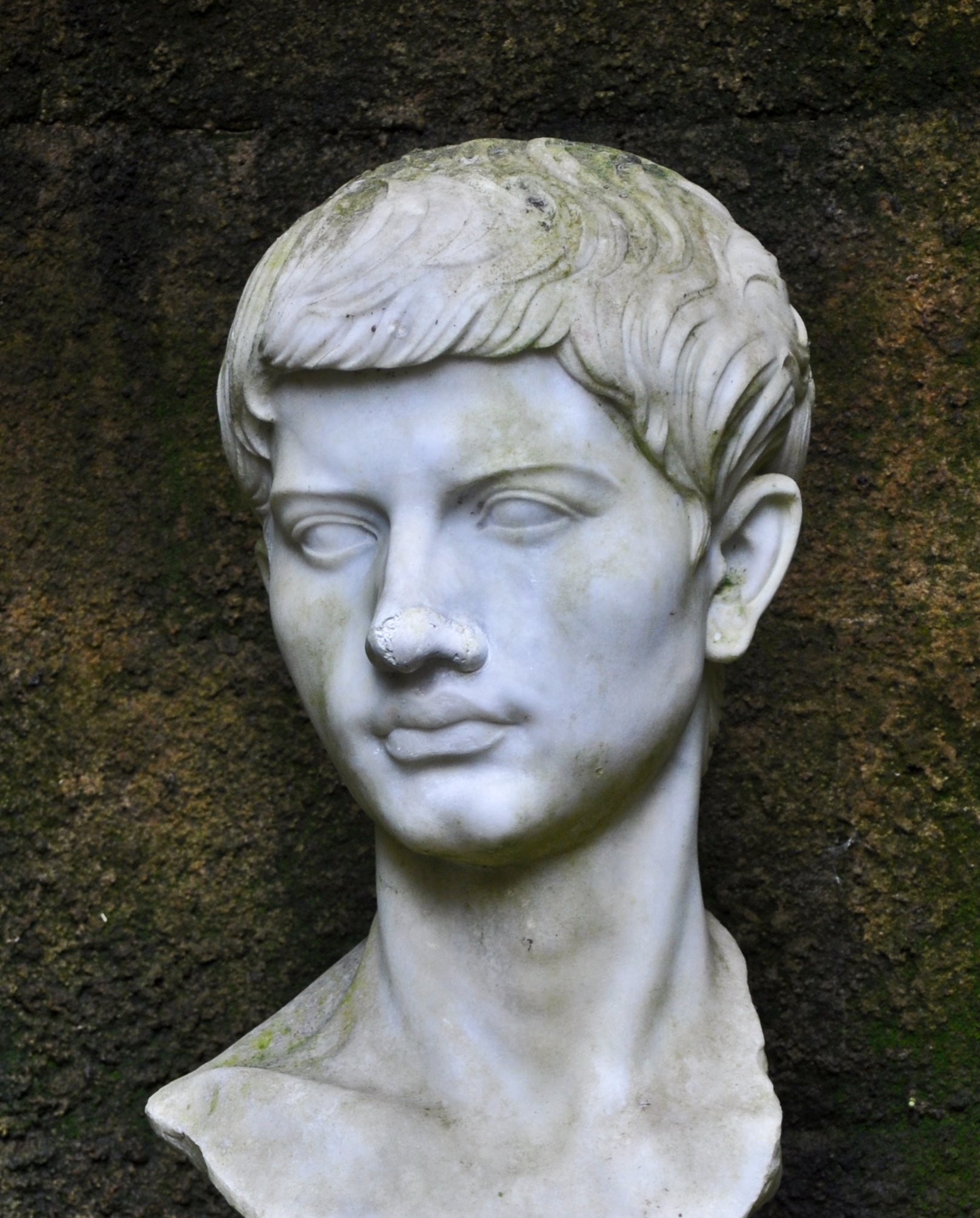
Busto di Virgilio

Il titolo di questo racconto è ispirato a una frase d'autore virgiliana, Lacrimae rerum, Ottaviano nel 29 a.C., dopo aver sentito Virgilio recitare le Georgiche, decise di fargli scrivere l'Eneide, un poema che potesse esaltare le sue origini divine. Virgilio accetta e, con l'aiuto di Mecenate e Vario Rufo, comincia a comporre i versi. L'ossessione di Ottaviano nel voler sapere dei progressi della stesura è tale che il sommo poeta non è più ispirato. Considerando il suo poema un fallimento, ordina a Vario Rufo di distruggerlo, una volta che fosse morto. Virgilio decide dunque di intraprendere un viaggio in Grecia, secondo alcuni studiosi per seguire le orme di Enea, secondo altri per fuggire l'incapacità degli uomini di capire di suo dramma. L'ipotesi più certa è la seconda, perché Enea non si è mai recato ad Atene, luogo in cui Virgilio ha soggiornato. Virgilio in Grecia si ammala e Ottaviano, appresa la notizia, lo raggiunge. Il princeps, vedendo le condizioni critiche del "suo poeta", lo fa trasferire a Brindisi con il suo medico di corte. Nonostante tutti gli sforzi di tenerlo in vita, Virgilio muore. Nei due anni successivi l'Eneide verrà portata a termine da Vario Rufo e verrà recitata, come Ottaviano aveva desiderato fin dall'inizio, nel 17 a.C., durante i Giochi Secolari indetti da lui stesso.

### Il cavaliere e la contessa di Tripoli
Jaufré Rudel è un poeta provenzale, considerato l'inventore dell'amor de lohn, l'amore che tutti i trovatori cantavano a nobili donne cortesi, che però non avevano mai visto. L'Amore Lontano di costui, come sostiene la sua "Vida", sarebbe rivolto alla contessa di Tripoli, tra le braccia della quale si dice sia morto, in seguito ad un trauma che gli avrebbe provocato la perdita di udito e vista durante la seconda crociata. Tuttavia il suo vero amore lontano non sarebbe la contessa di Tripoli, bensì Eleonora d'Aquitania, moglie di Luigi VII di Francia, che conobbe nell'accampamento. Nel 1147 le loro strade si separano, al termine della crociata. Rudel si reca a Tolosa, Eleonora segue il marito, con il quale continua ad avere un rapporto conflittuale. Nel frattempo Rudel, durante il suo viaggio, si ammala gravemente e viene portato ad Acri. Intorno alla sua morte ruotano principalmente tre ipotesi: la prima vede i compagni che lo portano a Tripoli dove incontrano la contessa della città, che dopo l'incontro si diede alla monacazione; la seconda prevede lo stesso intreccio, ma al posto della contessa di Tripoli troviamo Eleonora. Queste due ipotesi, tuttavia, sono in contraddizione con la storia. Infatti le due donne non si fecero mai monache. Vassalli introduce quindi la terza ipotesi, quella a suo dire più attendibile: i compagni decidono di ingannare l'amico. Trovano una prostituta ad Acri e, spacciandola per la principessa, fanno esalare al poeta l'ultimo suo respiro tra le sue braccia di lei. Questa, spinta da pietà, si fece monaca.

### Quando i lupi di si saziavano di vento
François Villon vive nella Parigi a cavallo tra la prima e la seconda metà del Quattrocento. Compie studi alla Sorbona, una prestigiosissima università parigina. La sua opera più importante è "il Testamento" con il quale lascia in eredità non i beni materiali, ma le sue "inesistenti ricchezze". Possiamo considerarlo dunque come un'opera satirica. I rapporti con i genitori erano molto particolari: nei confronti della madre provava pietà, nei confronti del padre adottivo rancore poiché lo aveva consegnato alla polizia nel 1453 dopo che ebbe preso parte a tumulti che avevano raggiunto l'apice della loro violenza con l'uccisione di un ragazzo. All'epoca dell'esilio, Villon ha trentadue anni, e si allontana dalla sua Parigi, dove sebbene avesse affrontato momenti di terrore e tristezza, tuttavia aveva anche passato momenti di felicità, soprattutto con il suo insegnante alla Sorbona, Guy Tabarye. Dal 1463 del "povero Villon" si perdono temporaneamente le tracce, nessuno sa più nulla di lui. Dobbiamo aspettare fino al 1489, ventisei anni dopo, per sentire di nuovo il suo nome, anno in cui vengono pubblicate le sue poesie. Di Villon si risentirà parlare  successivamente, ma saranno solo congetture fantastiche.

### L'infinito, la morte, i maccheroni

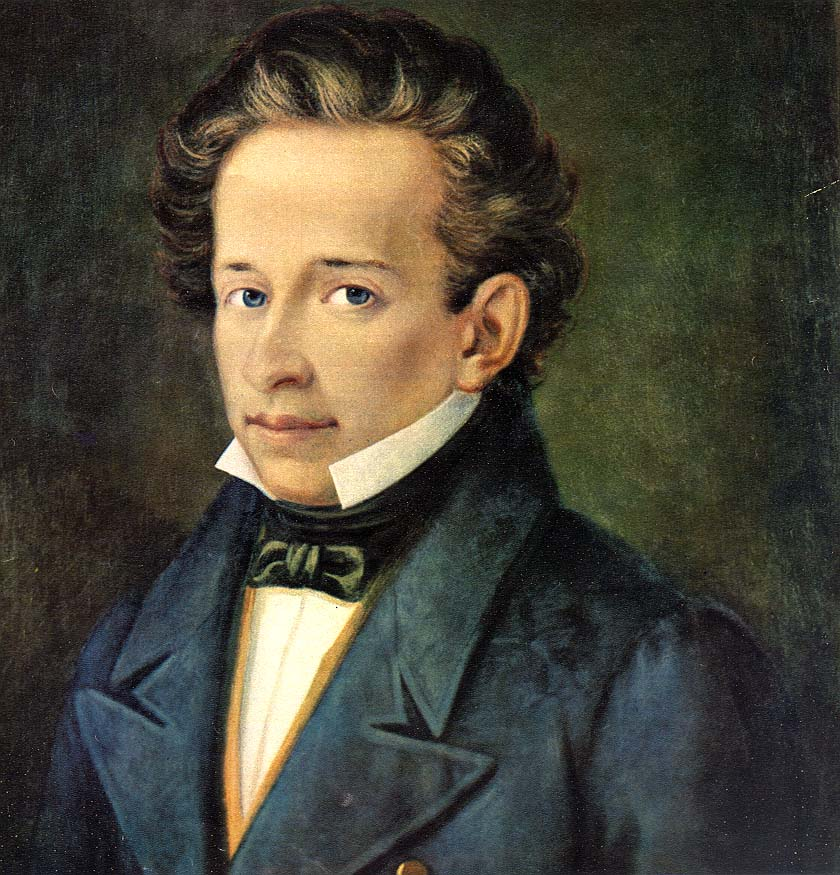
Ritratto di Giacomo Leopardi

Giacomo Leopardi giunge a Napoli nell'ottobre del 1833. Quando arrivò a Napoli si era lasciato alle spalle grandi delusioni e amarezze: l'amore non corrisposto per Fanny Targioni Tozzetti; la perdita del premio quinquennale della Crusca, per il quale aveva  presentato le celeberrime Operette Morali; la giovinezza passata nella biblioteca della propria casa, che ormai vedeva come una prigione. Il personaggio che lo porta a Napoli è Antonio Ranieri. Si incontrano per la prima volta a Firenze nel 1827 e Giacomo viene invitato dall'amico, ormai diventato il suo punto di riferimento per qualsiasi cosa, a Napoli nel 1833. La permanenza partenopea è stata, per Leopardi, un vero toccasana: ha la certezza di aver abbandonato per sempre Recanati e inoltre la sua precaria salute sembrava volgere verso dei netti miglioramenti. Infatti aveva ripreso l'appetito che a Recanati non aveva mai avuto. L'uomo mite che era diventato, tuttavia, aveva maturato un'accanita avversione verso gli intellettuali del Progresso, contro i quali scrisse la “Palinodia”. Comincia così l'ultima fase della sua vita: la morte lo coglie in maniera improvvisa a causa di uno scompenso cardiaco il 14 giugno 1837, mentre a Napoli infuriava il colera.

### Una stagione all'Inferno
Arthur Rimbaud è un poeta della seconda metà del XIX secolo. Opera a Parigi ed è l'autore della Lettera del Veggente e de Una stagione all'inferno. Tra i suoi amici era il più intelligente: frequentava il liceo classico e aveva ottimi rapporti con il suo insegnante. Tuttavia era attratto dal desiderio di trasgredire le regole. Per questo fugge di casa, all'insaputa di tutti. È proprio in questo periodo che egli comincia a scrivere. L'idea del Veggente ha riferimenti nel classicismo: "la poesia è un vedere oltre l'apparenza delle cose". Durante il suo soggiorno a Bruxelles convive con Verlaine. Egli diventa il suo amico intimo. Dopo anni di relazione, Paul Verlaine attenta alla vita di Rimbaud e successivamente viene messo in carcere. Rimbaud comincia a maturare: non è più il "giovane monello" e neppure il Veggente ma sta diventando l'Ottuso. Il suo aspetto fisico peggiora e la sua produzione letteraria quasi scompare. Muore nel 1891 all'età di trentasette anni ma il suo mito continuò a vivere.